# Zeuksis z Heraklei
Zeuksis z Heraklei – malarz grecki, działający około 430–390 p.n.e., czołowy przedstawiciel iluzjonizmu w starożytnym malarstwie greckim.

## Życiorys
Pochodził z południowoitalskiej Heraklei w Lukanii. Właściwe jego imię to Zeuksippos. Był uczniem Demofilosa z Himery lub Neseusa z Tazos, a być może terminował u obu. Pracował głównie w Atenach, Efezie i Pelli (na dworze macedońskiego króla Archelaosa). Zyskał tak wielką sławę i ogromny majątek, że po Olimpii przechadzał się w płaszczu ze swym imieniem wyszytym złotymi literami, a pod koniec artystycznej kariery nie sprzedawał swoich prac, lecz je ofiarowywał, uznając, że nie ma na nie ceny. Był rywalem Parrasjosa; sławny stał się ich „pojedynek”, w którym Zeuksis musiał uznać wyższość przeciwnika. Sokrates, choć znany ze swej pychy, nazwał Zeuksisa kalos kagathos.
Według przekazów zmarł ze śmiechu podczas malowania obrazu przedstawiającego Afrodytę. Staruszka, która zamówiła u niego dzieło, zażądała bowiem, aby posłużył się nią jako modelką przy tworzeniu wizerunku pięknej bogini. Tak absurdalna propozycja wywołała u artysty śmiertelny atak śmiechu.